# Sinclair Lewis
Harry Sinclair Lewis (Sauk Centre, Minnesota, 7 de febrero de 1885-Roma, 10 de enero de 1951) fue un escritor estadounidense. Sus novelas son una sátira de la burguesía y de sus inquietudes mercantiles y religiosas. Fue el primer escritor estadounidense en obtener el Premio Nobel de Literatura, en 1930.

## Biografía
Sinclair Lewis era hijo de Edwin J. Lewis, un médico rural. Su madre, Emma Kermott, murió en 1891 y su padre volvió a casarse. Desde muy joven se apasionó por la lectura y empezó a redactar un diario. A los trece años se escapó de su casa para intentar enrolarse como tambor en la Guerra hispano-estadounidense.
Estudió en la Universidad de Yale, en la costa este de los Estados Unidos, y se licenció en 1908. Después de obtener su título universitario, se dedicó a viajar a través del país hasta 1915, alternando la redacción de poemas y relatos cortos con trabajos ocasionales como periodista y corrector de pruebas en editoriales.
El primer libro que publica, con el pseudónimo de Tom Graham, es Hike and the Aeroplane en 1912. Sus primeras novelas no alcanzan demasiada notoriedad y hoy en día no están consideradas como de gran calidad. De hecho, la primera de auténtico mérito es Calle Mayor (1920), en la que con una ironía despiadada describe los vicios y limitaciones de la vida cotidiana en una pequeña ciudad indefinida de los Estados Unidos, pero que hace pensar en su localidad natal del estado de Minnesota. La novela tuvo un éxito clamoroso, y sirvió de publicidad para sus siguientes obras. Babbitt (1922) está considerada por muchos críticos su mejor libro. Este retrato satírico de un hombre de negocios medio estadounidense ha servido incluso para dar el nombre de babbitts a un tipo determinado de personas en ese país.
Arrowsmith (El doctor Arrowsmith), 1925, en cuya redacción colaboró Paul de Kruif, ganó el premio Pulitzer del año siguiente, el mismo de la muerte de su padre. Lewis rechazó el prestigioso galardón y escribió una larga carta explicando sus razones al comité del premio; a pesar de ello, hay quienes piensan que el verdadero motivo del rechazo fue el haber estado ofendido porque no se lo dieron por Calle Mayor en 1921 (resultó ganador según el jurado, pero el Consejo de administración de la Universidad de Columbia hizo uso de su derecho y premió La edad de la inocencia de Edith Wharton) ni por Babbitt al año subsiguiente (la historia se repitió y el galardón se lo llevó Willa Cather por One of Ours). John Ford rodó una película del mismo título, basada en la novela, que, protagonizada por Ronald Colman, fue estrenada en 1931 (en España se mostró con el mismo título de la novela en castellano, mientras que en Argentina se llamó Médico y amante). La obra ha tenido también adaptaciones para el teatro, la radio y la televisión.
En 1930 se le concedió el Premio Nobel de Literatura, "... por su vigorosa y plástica técnica puesta al servicio de la descripción, y por su habilidad en la construcción amena e inteligente de nuevos tipos y caracteres". Fue el primer escritor de Estados Unidos en recibir el galardón, tras haber sido propuesto por Henrik Schück, miembro de la Academia Sueca.
En el discurso de presentación de la Academia, se prestó especial atención a Babbitt, pero en su discurso de entrega del Nobel, Lewis elogió a Theodore Dreiser, Willa Cather, Ernest Hemingway y otros autores contemporáneos, aunque también lamentó que "en Estados Unidos la mayoría de nosotros -no sólo los lectores, sino incluso los escritores- seguimos teniendo miedo de cualquier literatura que no sea una glorificación de todo lo estadounidense, una glorificación de nuestros defectos tanto como de nuestras virtudes", y afirmó que Estados Unidos es "la tierra más contradictoria, más deprimente, más conmovedora del mundo actual". También hizo una profunda crítica del establishment literario estadounidense: "A nuestros profesores americanos les gusta su literatura clara, fría, pura y muy muerta"
En 1935 publicó la novela It Can't Happen Here ("Eso no puede pasar aquí") en que refleja como un dictador fascista llega al poder democráticamente en los Estados Unidos, basada presuntamente en la actuación política de Huey Long, gobernador de Luisiana. Se casó y divorció en dos ocasiones, y tuvo dos hijos: Wells, que murió durante la Segunda Guerra Mundial, y Michael.

## Vida personal

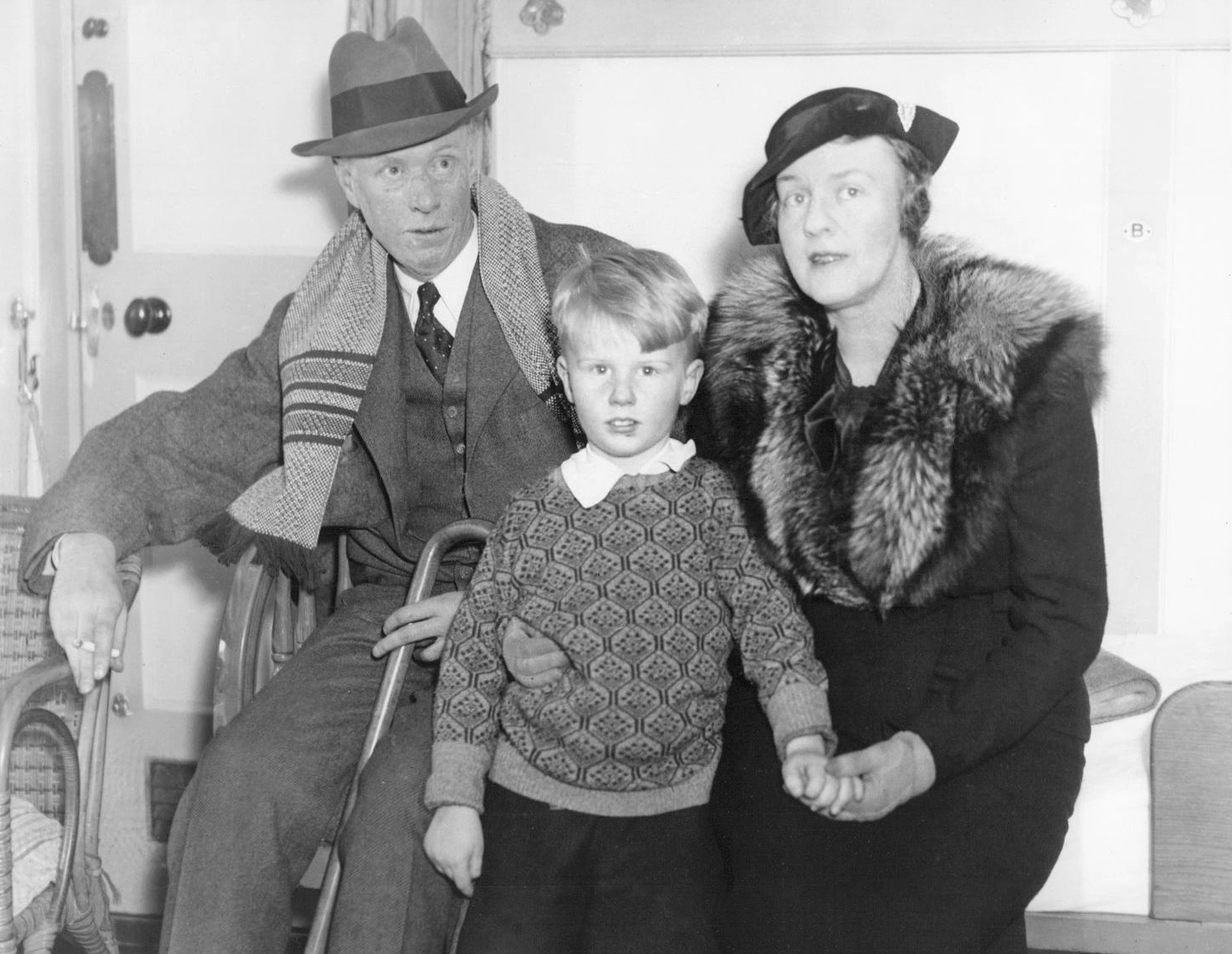
Lewis con Dorothy Thompson y con su hijo en 1935.

En 1914, Lewis se casó con Grace Livingston Hegger (1887–1981), editora de la revista Vogue. Tuvieron un hijo, Wells Lewis (1917-1944), llamado así por el autor británico H. G. Wells. Sirviendo como teniente del ejército de los EE. UU. durante la Segunda Guerra Mundial, Wells Lewis fue muerto en acción el 29 de octubre de 1944 en medio de los esfuerzos aliados para rescatar al "Batallón perdido" en Francia. Dean Acheson, el futuro Secretario de Estado estadounidense, era un vecino y amigo de la familia en Washington, y observó que el éxito literario de Sinclair "no era bueno para ese matrimonio, ni para cualquiera de las partes, o para el trabajo de Lewis" y la familia se mudó fuera de la ciudad.
Lewis se divorció de Grace el 16 de abril de 1925. El 14 de mayo de 1928, se casó con Dorothy Thompson, columnista de periódicos políticos. Más tarde, en 1928, él y Dorothy compraron una segunda casa en el rural Vermont. Tuvieron un hijo, Michael Lewis (1930-1975), que se convirtió en actor de escena. Su matrimonio prácticamente había terminado en 1937, y se divorciaron en 1942.
Lewis murió en Roma por alcoholismo avanzado, el 10 de enero de 1951, a los 65 años. Su cuerpo fue incinerado y sus restos fueron enterrados en el cementerio de Greenwood en el Centro Sauk, Minnesota. Su novela final World So Wide (1951) fue publicada póstumamente.
William Shirer, un amigo y admirador de Lewis, argumentó que Lewis no murió del alcoholismo. Informó que Lewis tuvo un ataque al corazón y que sus médicos le aconsejaron que dejara de beber si quería vivir. Lewis no se detuvo, y tal vez no pudo; Murió cuando su corazón se detuvo.
Al resumir la carrera de Lewis, William Shirer declaró:
```
 Se ha vuelto bastante común que los llamados críticos literarios descartaran a Sinclair Lewis como novelista. En comparación con ... Fitzgerald, Hemingway, Dos Passos y Faulkner ... Lewis carecía de estilo. Sin embargo, su impacto en la vida estadounidense moderna ... fue mayor que los otros cuatro escritores juntos.
```

## Obra

### Novelas
- 1912 - Hike and the Aeroplane
- 1914 - Our Mr. Wrenn
- 1915 - The Trail of the Hawk (El rastro del halcón )
- 1917 - The Innocents, The Job
- 1919 - Free Air (Aire libre, traducción de Ricardo Arwell de Veyga en 1942)
- 1920 - Main Street (Calle mayor, traducción de Carlos de Onís)
- 1922 - Babbitt (Babbitt, traducción de José Robles Pazos)
- 1925 - Arrowsmith (El doctor Arrowsmith, traducción de Carlos de Onís; Doctor Arrowsmith, traducción de José Manuel Álvarez)
- 1926 - Mantrap
- 1927 - Elmer Gantry
- 1928 - The Man who knew Coollidge
- 1929 - Dodsworth
- 1933 - Ann Vickers (Ann Vickers. Cárceles de mujeres, traducción de María Luisa Martínez)
- 1934 - Work of Art
- 1935 - It Can't Happen Here (Eso no puede pasar aquí )
- 1938 - The Prodigal Parents (Los padres pródigos,1949; 1960)
- 1940 - Bethel Merriday
- 1943 - Gideon Planish
- 1945 - Cass Timberlane
- 1947 - Kingsblood Royal (Sangre de rey, traducción de Mary Rowe)
- 1949 - The God-Seeker (El buscador de Dios, 1950)
- 1951 - World so Wide (Ancho es el mundo, traducción de Rafael Castell Méndez, 1952); Este inmenso mundo, traducción de Rafael Vázquez-Zamora, 1973); la novela fue publicada póstumamente.

### Narraciones cortas
The Short Stories of Sinclair Lewis (1904–1949)
Samuel J. Rogal compiló The Short Stories of Sinclair Lewis (1904–1949), un conjunto de 7 volúmenes publicado en 2007 por Edwin Mellen Press. Fue el primer intento de recoger todas las narraciones cortas de Lewis.
- Volumen 1 (junio de 1904 – enero de 1916) ISBN 9780773454873
- Volumen 2 (agosto de 1916 – octubre de 1917) ISBN 9780773454897
- Volumen 3 (enero de 1918 – febrero de 1919) ISBN 9780773454910
- Volumen 4 (febrero de 1919 – mayo de 1921) ISBN 9780773454194
- Volumen 5 (agosto de 1923 – abril de 1931) ISBN 9780773453562
- Volumen 6 (junio de 1931 – marzo de 1941) ISBN 9780773453067
- Volumen 7 (septiembre de 1941 – mayo de 1949) ISBN 9780773452763

### Artículos
- 1915: "Nature, Inc.", The Saturday Evening Post, 2 de octubre de 1915
- 1917: "For the Zelda Bunch", McClure's, October 1917
- 1918: "Spiritualist Vaudeville", Metropolitan Magazine, February 1918
- 1919: "Adventures in Autobumming: Gasoline Gypsies", The Saturday Evening Post, 20 de diciembre de 1919
- 1919: "Adventures in Autobumming: Want a Lift?", The Saturday Evening Post, 27 de diciembre de 1919
- 1920: "Adventures in Autobumming: The Great American Frying Pan", The Saturday Evening Post, 3 de enero de 1920

### Obras de teatro
- 1919: Hobohemia
- 1934: Jayhawker: A Play in Three Acts (with Lloyd Lewis)
- 1936: It Can't Happen Here (with John C. Moffitt)
- 1938: Angela Is Twenty-Two (with Fay Wray), adaptado para el film This Is the Life (1944)

### Guiones cinematográficos
- 1943: Storm In the West (with Dore Schary – unproduced)[31]

### Poemas
- 1907: "The Ultra-Modern", The Smart Set, July 1907
- 1907: "Dim Hours of Dusk", The Smart Set, August 1907
- 1907: "Disillusion", The Smart Set, December 1907
- 1909: "Summer in Winter", People's Magazine, February 1909
- 1912: "A Canticle of Great Lovers", Ainslee's Magazine, July 1912

### Prólogos
- 1942: Henry Ward Beecher: An American Portrait (by Paxton Hibben; publisher: The Press of the Readers Club, NY NY)

### Otros libros (en inglés)
- 1915: Tennis As I Play It (ghostwritten for Maurice McLoughlin)[22]
- 1926: John Dos Passos' Manhattan Transfer
- 1929: Cheap and Contented Labor: The Picture of a Southern Mill Town in 1929
- 1935: Selected Short Stories of Sinclair Lewis
- 1952: From Main Street to Stockholm: Letters of Sinclair Lewis, 1919–1930 (editado por Alfred Harcourt and Oliver Harrison)
- 1953: A Sinclair Lewis Reader: Selected Essays and Other Writings, 1904–1950 (editado por Harry E. Maule y Melville Cane)
- 1962: I'm a Stranger Here Myself and Other Stories (editado por Mark Schorer)
- 1962: Sinclair Lewis: A Collection of Critical Essays (editado por Mark Schorer)
- 1985: Selected Letters of Sinclair Lewis (editado por John J. Koblas and Dave Page)
- 1997: If I Were Boss: The Early Business Stories of Sinclair Lewis (editado por Anthony Di Renzo)
- 2000: Minnesota Diary, 1942–46 (editado por George Killough)
- 2005: Go East, Young Man: Sinclair Lewis on Class in America (editado por Sally E. Parry)
- 2005: The Minnesota Stories of Sinclair Lewis (editado por Sally E. Parry)

## Legado
En comparación con sus contemporáneos, la reputación de Lewis sufrió una disminución precipitada entre los eruditos literarios durante el siglo XX A pesar de su enorme popularidad durante la década de 1920, en el siglo XXI, la mayoría de sus obras habían sido eclipsadas por otros escritores con menos éxito comercial durante el mismo período de tiempo, como F. Scott Fitzgerald y Ernest Hemingway.
Desde la década de 2010 ha habido un renovado interés en el trabajo de Lewis, en particular en su sátira distópica de 1935 It Can't Happen Here (No puede suceder aquí). A raíz de las elecciones presidenciales de los Estados Unidos 2016, It Can't Happen Here subió hasta la parte superior de la lista de libros más vendidos de Amazon. Los estudiosos han encontrado paralelos en sus novelas a la crisis de la pandemia de Covid 19, y al surgimiento de Donald Trump.
Ha sido honrado por el Servicio Postal de EE. UU. con un sello postal en la serie Great Americans. En 1960, el escultor estadounidense-polaco Joseph Kiselewski fue encargado para crear un busto de Lewis. El busto se encuentra actualmente en la Biblioteca Pública Regional de Great River en el Centro Sauk, Minesota.